# Pelousey
Pelousey é uma comuna francesa na região administrativa de Borgonha-Franco-Condado, no departamento de Doubs. Estende-se por uma área de 6,18 km². Em 2010 a comuna tinha 1 552 habitantes (densidade: 251,1 hab./km²).